# روپرت گرگسون-ویلیامز
روپرت گرگسون-ویلیامز (انگلیسی: Rupert Gregson-Williams؛ زادهٔ ۱۹۶۶ (۵۸–۵۹ سال)) یک موسیقی‌دان است.